# Viticoideae
A subfamília das Viticoideae pertence, atualmente conforme a APG, à família das Lamiaceae. Contudo, anteriormente pertencia às Verbenaceae e já foi também considerada família por Jussieu (Viticaceae).
Compreende 10 gêneros e de 376 a 526 espécies, ocorrendo naturalmente nos trópicos, principalmente, no Sudeste Asiático e na Austrália. O gênero com o maior número de espécies é Vitex (250), seguido por Premna (50 a 200), seguidos pelos demais.
O nome origina-se do gênero Vitex L., o qual, por sua vez, origina-se do latim viere - juntar, tecer - pois com os ramos se tecem cestos.
Freqüentemente são arbustos, com folhas compostas e frutos drupáceos.